# نواحی آشفته‌زمین در مریخ
نواحی آشفته‌زمین در مریخ (انگلیسی: Martian chaos terrain) ویژگی بارزی از سطح مریخ است؛ هیچ چیزی روی زمین با آن قابل مقایسه نیست. آشفته‌زمین‌ها به‌طور کلی از گروه‌های نامنظمی از بلوک‌های بزرگ، که برخی از آنها ده‌ها کیلومتر عرض و بیش از صد متر ارتفاع دارند، تشکیل شده‌است. بلوک‌های شیب‌دار و مسطح در بالا، فرورفتگی‌هایی به عمق صدها متر را تشکیل می‌دهند. یک ناحیه آشفته را می‌توان با شبکه درهمی از کوه‌میزه‌ها (mesa)، صخره‌ها (butte) و تپه‌ها تشخیص داد که با دره‌هایی بریده شده‌اند که در مکان‌هایی تقریباً الگودار به نظر می‌رسند. برخی از قسمت‌های این منطقه آشفته به‌طور کامل فرو نریخته‌اند - آنها هنوز به شکل فلات‌های بزرگ تشکیل شده‌اند، بنابراین ممکن است هنوز حاوی یخ آب باشند. مناطق آشفته‌زمین مدت‌ها پیش شکل گرفته‌اند. با شمارش گودال‌ها (تعداد بیشتر گودال‌ها در هر منطقه معین به معنای سطح قدیمی‌تر است) و با مطالعه ارتباط دره‌ها با سایر ویژگی‌های زمین‌شناسی، دانشمندان به این نتیجه رسیده‌اند که این دره‌ها بین ۲٫۰ تا ۳٫۸ میلیارد سال پیش شکل گرفته‌اند.

## مکان‌ها
بزرگ‌ترین تمرکز زمین آشفته مریخ در همان مکان‌هایی است که دره‌های غول‌پیکر و باستانی رودخانه‌ها قرار دارند. از آنجایی که به نظر می‌رسد تعداد زیادی دره‌های بزرگ از زمین آشفته سرچشمه می‌گیرند، به‌طور گسترده این باور وجود دارد که زمین آشفته در اثر خروج آب از سطح زمین به شکل سیل‌های عظیم ایجاد می‌شود. بیشتر زمین‌های آشفته در ارتفاعات مریخ، جنوب هامونه کرایس (Chryse Planitia)، در چهارضلعی Oxia Palus، و در امتداد دوبخش‌شدگی مریخ وجود دارند. اما برخی از مناطق آشفته را می‌توان در چهارضلعی‌های Margaritifer Sinus, Phaethontis و Lunae Palus یافت.

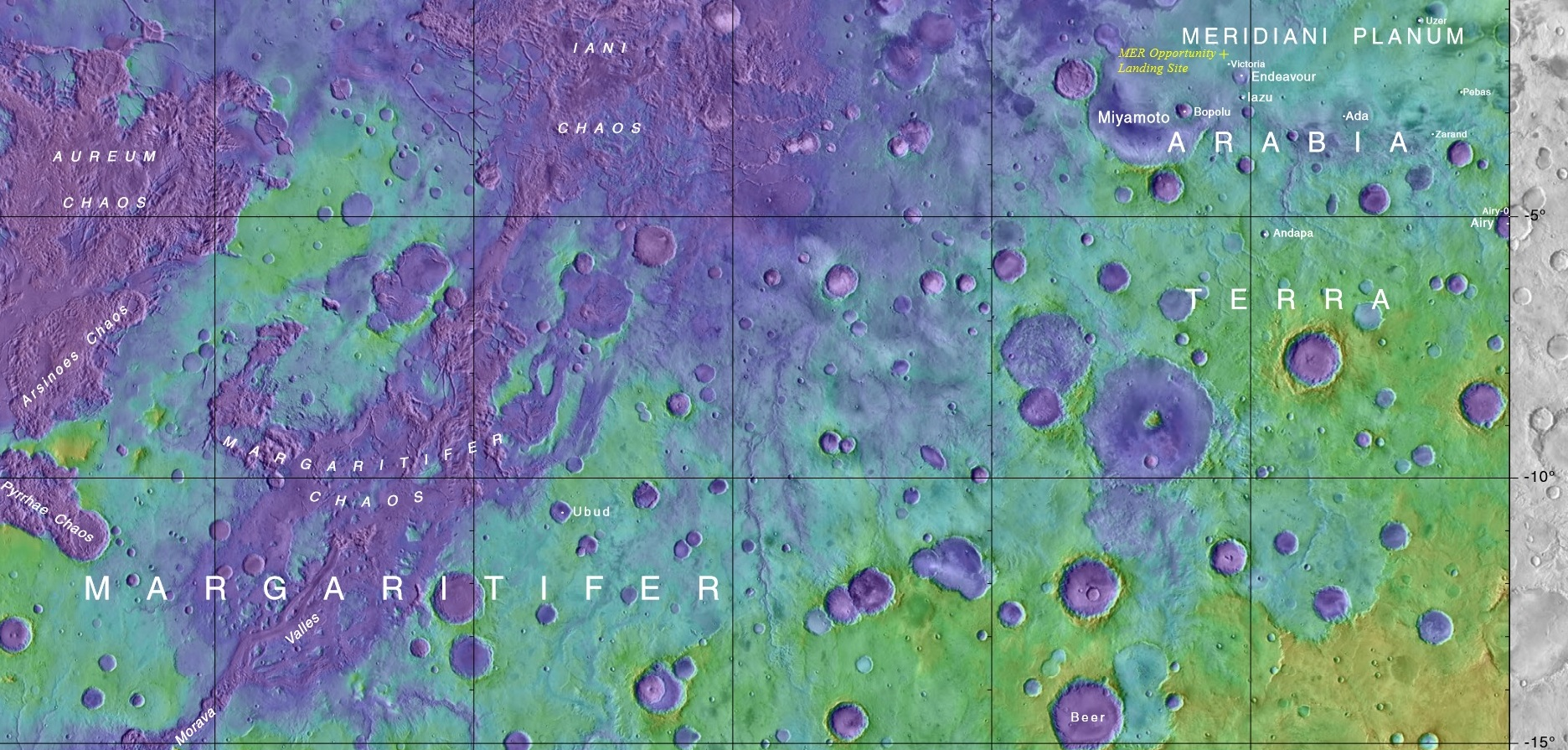
نقشه‌ای که موقعیت آشفته‌زمین آرسینوس (Arsinoes Chaos) (دورترین سمت چپ)، آشفته‌زمین یانی (Iani Chaos)، آشفته‌زمین آریوم (Aureum Chaos)، آشفته‌زمین مارگارتیفر (Margaritifer Chaos) و سایر ویژگی‌های نزدیک را نشان می‌دهد.